# Liga Nacional de Guatemala 1952-53
La Liga Nacional de Guatemala 1952/53 es el sexto torneo de Liga de fútbol de Guatemala. El campeón del torneo fue el Tipografía Nacional, consiguiendo así su tercer título de liga.

## Formato
El formato del torneo era de todos contra todos a dos vueltas, En caso de empate por puntos la diferencia de goles determinaba quien era el campeón. En caso de ganar el partido se otorgaban 2 puntos, si era empate era un punto, en caso de pérdida de partido no se otorgaban puntos.

## Equipos participantes
| Club                | Ciudad              | Departamento |
| ------------------- | ------------------- | ------------ |
| Aurora FC           | Ciudad de Guatemala | Guatemala    |
| Comunicaciones      | Ciudad de Guatemala | Guatemala    |
| Hércules            | Ciudad de Guatemala | Guatemala    |
| IRCA                | Ciudad de Guatemala | Guatemala    |
| Municipal           | Ciudad de Guatemala | Guatemala    |
| Tipografía Nacional | Ciudad de Guatemala | Guatemala    |
| Universidad         | Ciudad de Guatemala | Guatemala    |
| Utatlán             | Ciudad de Guatemala | Guatemala    |

## Posiciones
|  | Pos. | Equipos                   | PJ | PG | PE | PP | GF | GC | Dif. | PTS | Clasificación |
|  | ---- | ------------------------- | -- | -- | -- | -- | -- | -- | ---- | --- | ------------- |
|  | 1º   | Tipografía Nacional       | 14 | 8  | 4  | 2  | 35 | 18 | +17  | 20  | Campeón       |
|  | 2º   | Comunicaciones            | 14 | 9  | 1  | 4  | 37 | 22 | +15  | 19  |               |
|  | 3º   | Universidad de San Carlos | 14 | 6  | 3  | 5  | 24 | 27 | -3   | 15  |               |
|  | 4º   | Hércules                  | 14 | 5  | 4  | 5  | 29 | 31 | -2   | 14  |               |
|  | 5º   | Aurora                    | 14 | 6  | 1  | 7  | 31 | 33 | -2   | 13  |               |
|  | 6º   | IRCA                      | 14 | 4  | 4  | 6  | 28 | 27 | +1   | 12  |               |
|  | 7º   | Municipal                 | 14 | 4  | 3  | 7  | 30 | 36 | -6   | 11  |               |
|  | 8º   | Utatlán                   | 14 | 2  | 4  | 8  | 11 | 31 | -20  | 8   | Descendido    |
|  |      |                           |    |    |    |    |    |    |      |     |               |

## Campeón
| Campeón Temporada 1952-53     |
| Tipografía Nacional 3º Título |
| ----------------------------- |